# Hạt hướng dương

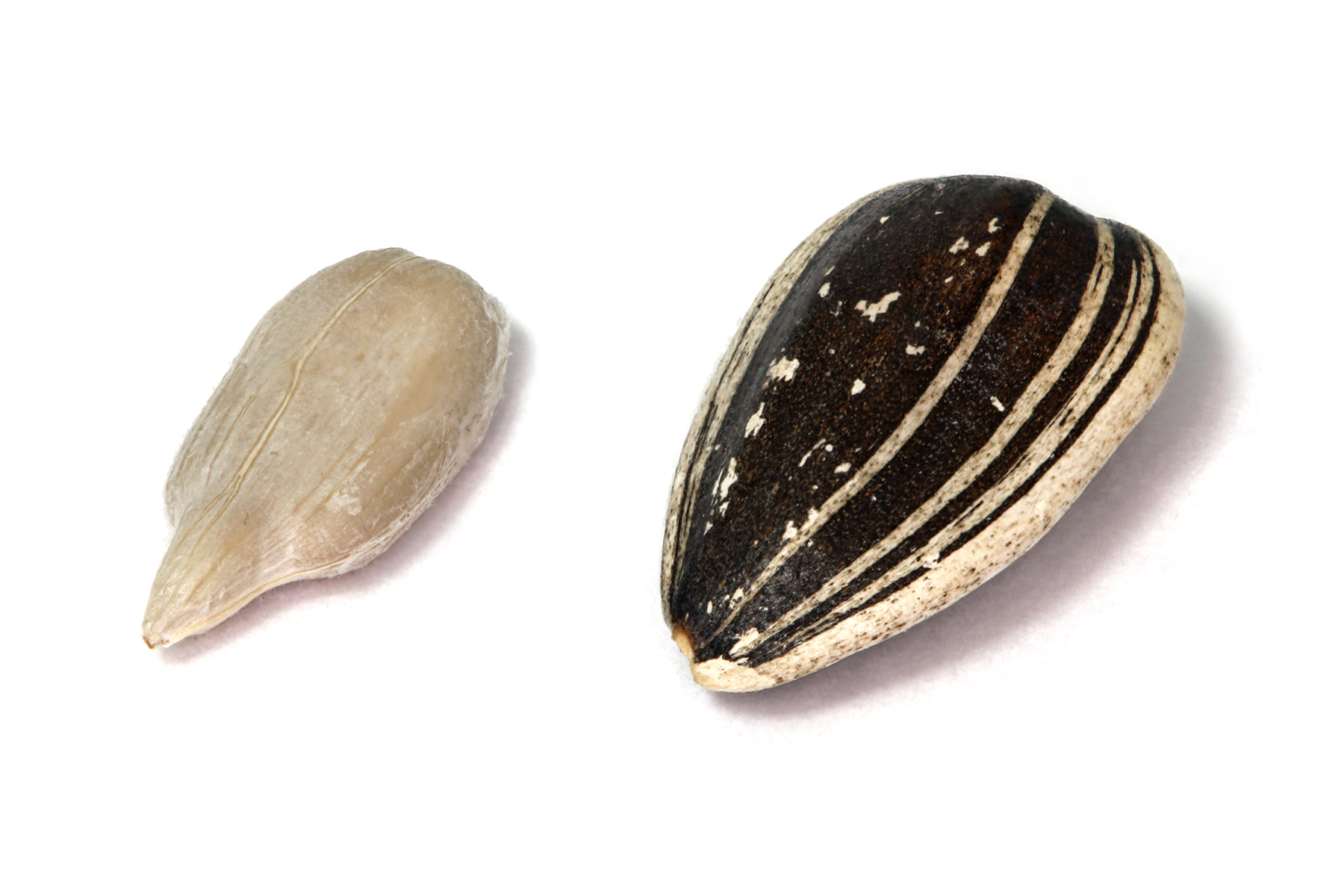
Hạt hướng dương đã bóc vỏ (trái) và chưa bóc vỏ (phải)

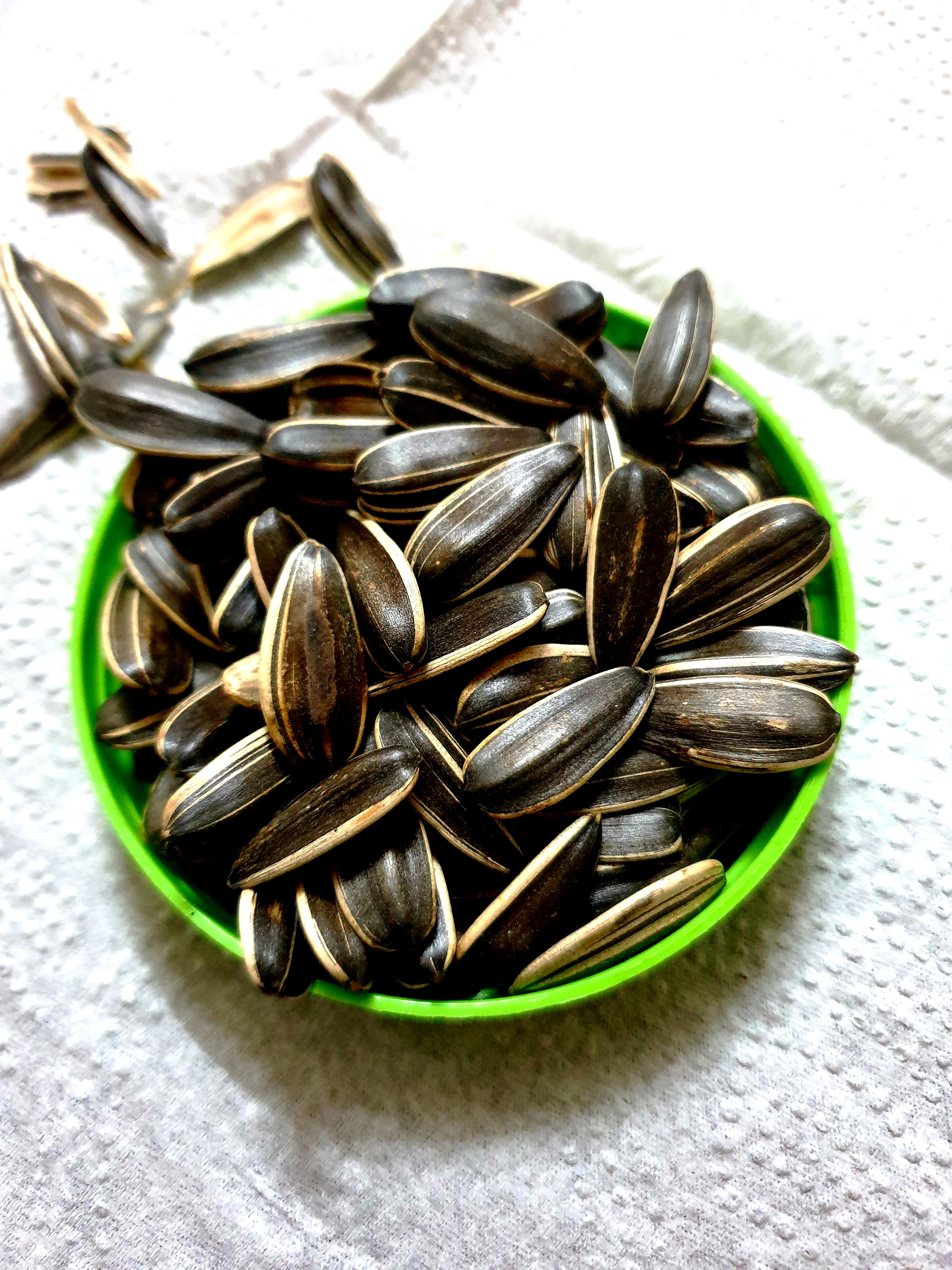
Hạt hướng dương nhâm nhi trong dịp Tết

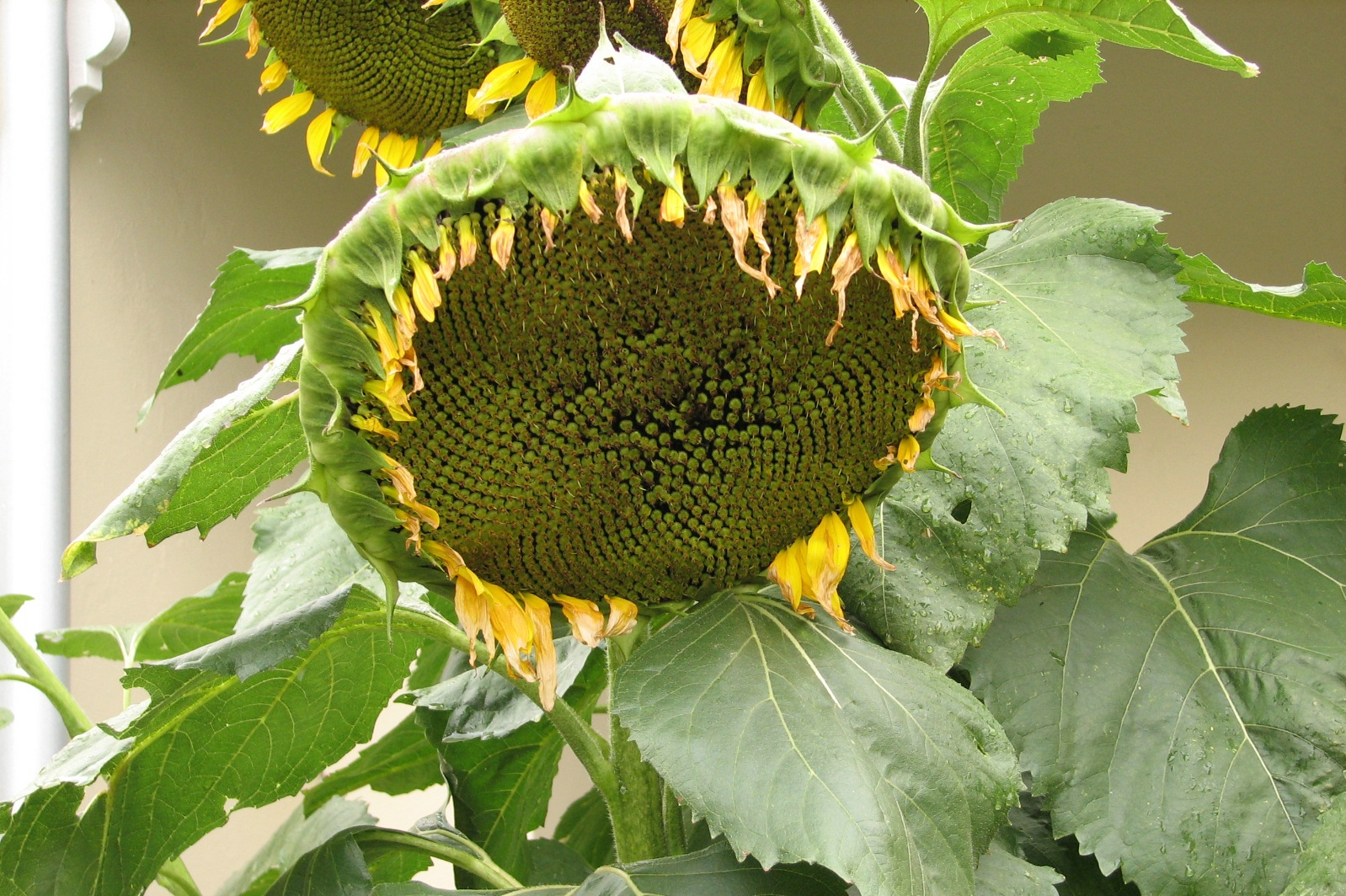
Bông hoa hướng dương tàn đi và tạo ra quả

Hạt hướng dương là hạt từ cây hướng dương (Helianthus annuus). Những bông hoa hướng dương nở ra, trong nhụy mọc lên quả có hình dáng giống hạt nên được gọi là "hạt". Có ba loại hạt thường thấy là: giàu linoleic (phổ biến nhất), giàu oleic và hạt tạo dầu. Hạt hướng dương đen, cứng được dùng để ép lấy dầu, trong khi hạt đen sọc trắng (hoặc đen tuyền) dùng để làm đồ ăn vặt.

## Ẩm thực
Bên cạnh làm đồ ăn vặt, hạt hướng dương cũng được dùng để ép lấy dầu. Dầu hướng dương là sản phẩm từ việc chiết xuất dầu từ hạt của nó. Loại dầu này dùng để chiên rán thực phẩm hoặc để trang điểm, làm nhiên liệu, v.v.. Dầu hướng dương được sản xuất và sử dụng lần đầu vào năm 1835 tại Nga.

## Dinh dưỡng
Hạt hướng dương chứa nhiều vitamin E và folate. Vitamin E tốt cho tim mạch, bảo vệ màng tế bào não, chống viêm sưng. Trong khi đó, folate (hay axit folic, vitamin B9) giúp tạo và duy trì tăng trưởng các tế bào, đồng thời tạo DNA và RNA (các khối xây dựng của tế bào) và ngăn ngừa thay đổi DNA bất thường gây ra ung thư.

## Sản xuất
| Tổng sản lượng hạt hướng dương 2020 | Tổng sản lượng hạt hướng dương 2020 |
| Quốc gia                            | Sản lượng (triệu tấn)               |
| ----------------------------------- | ----------------------------------- |
| Nga                                 | 13,3                                |
| Ukraina                             | 13,1                                |
| Argentina                           | 3,2                                 |
| Trung Quốc                          | 2,4                                 |
| România                             | 2,2                                 |
| Thổ Nhĩ Kỳ                          | 2,1                                 |
| Bulgaria                            | 1,7                                 |
| Hungary                             | 1,7                                 |
| Toàn cầu                            | 50,2                                |
| Nguồn: FAOSTAT, Liên Hợp Quốc       |                                     |

Năm 2020, tổng sản lượng hạt hướng dương toàn cầu là 50,2 triệu tấn, trong đó Nga dẫn đầu với 13,3 % sản lượng, kế tiếp là Ukraina chiếm 13,1 %. Trung Quốc, România, Bulgaria, Hungary và Argentina cũng có những đóng góp đáng kể.

## Hình ảnh

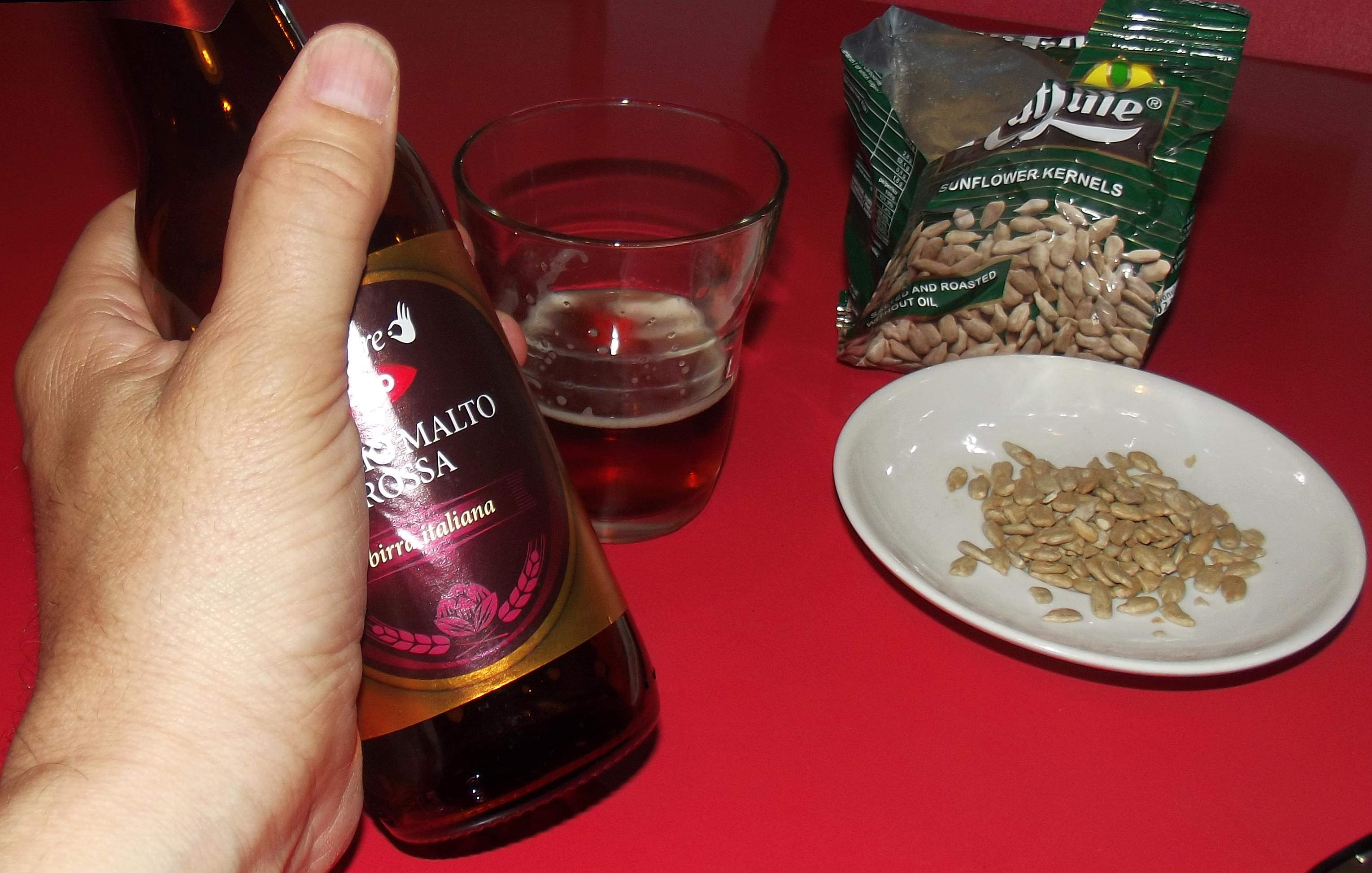
Hướng dương bóc vỏ tẩm muối dùng cho ăn vặt
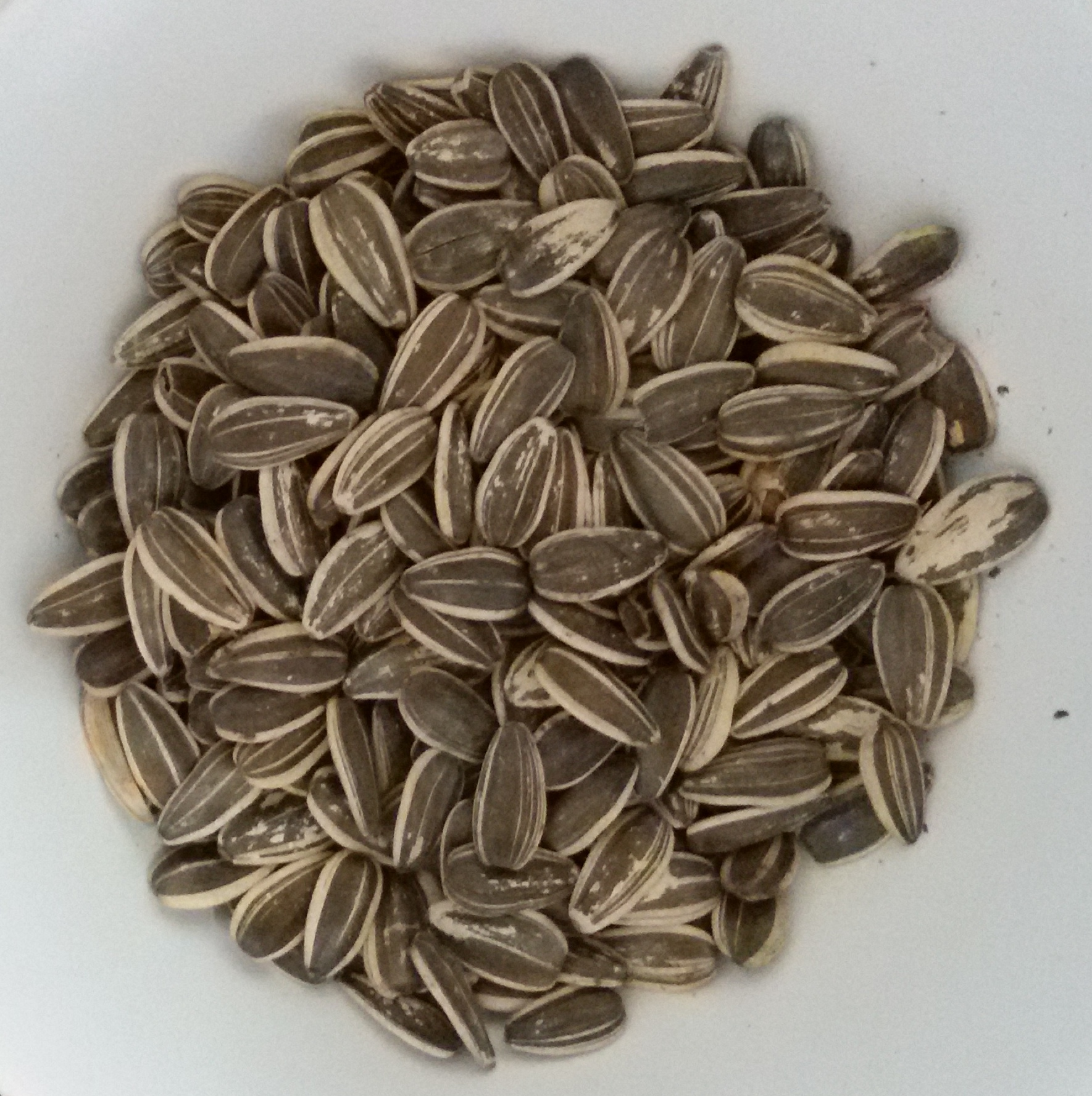
Một đĩa hạt hướng dương
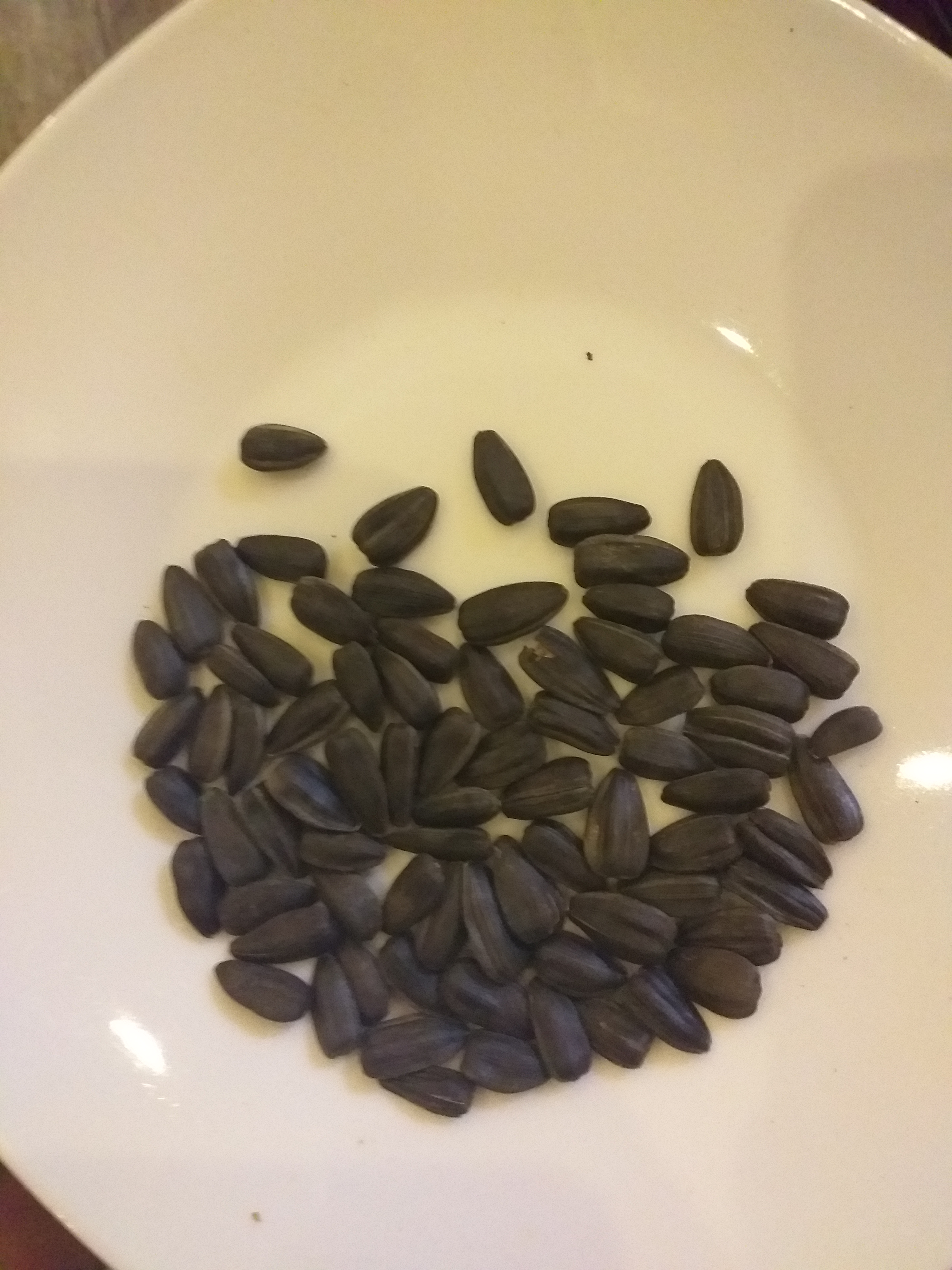
Hướng dương đen, loại ăn được